# Mistrzostwa Azji w Judo 2008
Mistrzostwa Azji w judo rozegrano w Czedżu w Korei Południowej w dniach 26–28 kwietnia 2008 roku, na terenie "Halla Gymnasium".

## Tabela medalowa
| Poz.  | Państwo          |    |    |    | Łącznie |
| ----- | ---------------- | -- | -- | -- | ------- |
| 1.    | Japonia          | 8  | 0  | 5  | 13      |
| 2.    | Korea Południowa | 2  | 6  | 4  | 12      |
| 3.    | Iran             | 2  | 4  | 1  | 7       |
| 4.    | Uzbekistan       | 1  | 2  | 3  | 6       |
| 5.    | Kazachstan       | 1  | 1  | 4  | 6       |
| 6.    | Korea Północna   | 1  | 1  | 3  | 5       |
| 7.    | Chiny            | 1  | 0  | 2  | 3       |
| 8.    | Mongolia         | 0  | 2  | 8  | 11      |
| 9.    | Chińskie Tajpej  | 0  | 0  | 1  | 1       |
| .     | Liban            | 0  | 0  | 1  | 1       |
| Razem | Razem            | 16 | 16 | 32 | 64      |

## Mężczyźni
| Waga    | Złoto:            | Srebro:                    | Brąz:              | Brąz:                   |
| 60 kg   | Hiroaki Hiraoka   | Masud Hadżi Achundzade     | Sałamat Utarbajew  | Kim Kyong-jin           |
| 66 kg   | Arasz Miresma’ili | Chaszbaataryn Cagaanbaatar | Kim Joo-jin        | Mirali Sharipov         |
| 73 kg   | Ali Malumat       | Rinat Ibragimow            | Masahiko Otsuka    | Gantömörijn Daszdawaa   |
| 81 kg   | Kim Jae-bum       | Hamed Malekmohammadi       | Erdenebileg Enjbat | Takashi Ono             |
| 90 kg   | Hiroshi Izumi     | Khurshid Nabiyev           | Choi Sun-ho        | Hosejn Ghomi            |
| 100 kg  | Askat Żytkejew    | Jang Sung-ho               | Utkir Kurbanov     | Najdangijn Tüwszinbajar |
| +100 kg | Abdullo Tangriyev | Mohammad Rudaki            | Kim Sung-bum       | Shinya Katabuchi        |
| open    | Kim Sung-min      | Sejjed Mahmudreza Miran    | Hiroki Tachiyama   | Rudy Hachache           |

## Kobiety
| Waga   | Złoto:          | Srebro:               | Brąz:                    | Brąz:              |
| 48 kg  | Emi Yamagishi   | Pak Ok-song           | Xiao Jun                 | Chung Jung-yeon    |
| 52 kg  | Pak Myong-hui   | Mönchbaataryn Bundmaa | Szołpan Kalijewa         | Shih Pei-chun      |
| 57 kg  | Kaori Matsumoto | Kang Sin-young        | Chiszigbatyn Erdenet-Od  | Choe Kyong-sil     |
| 63 kg  | Rina Kozawa     | Kong Ja-young         | Won Ok-im                | Tümen-Odyn Battögs |
| 70 kg  | Masae Ueno      | Park Ka-yeon          | Żanar Żanzunowa          | Wang Haixia        |
| 78 kg  | Pan Yuqing      | Jeong Gyeong-mi       | Pürewdżargalyn Lchamdegd | Sayaka Anai        |
| +78 kg | Mai Tateyama    | Mariya Shekerova      | Dordżgotowyn Cerenchand  | Gülżan Isanowa     |
| open   | Mika Sugimoto   | Cho Hye-Jin           | Dordżgotowyn Cerenchand  | Mariya Shekerova   |